# Fiorini
Fiorini – wieś w Chorwacji, w żupanii istryjskiej, w gminie Brtonigla. W 2011 roku liczyła 165 mieszkańców.